# Ona Zee
Ona Zee, née Ona Zimmerman le 3 mars 1954 à Los Angeles, est une actrice et réalisatrice de films pornographiques et une bijoutière américaine.

## Biographie
Ona Z débute comme mannequin pour l'agence Wilhelmina Models. Elle pose pour le magazine Cosmopolitan.
N'ayant pas le physique type de la porno-star blonde siliconée, Ona Zee se distingue très vite par ses performances illimitées (sexe vaginal, anal, oral, multiples pénétrations, bondage, fétichisme, transgenre).
Elle s'est mariée plusieurs fois mais elle se dit bisexuelle. Elle a eu Tracey Adams comme petite amie.
Elle participe avec Nina Hartley à l'émission The Oprah Winfrey Show pour parler de l'industrie du X.
En 2007, Ona Zee a lancé sa ligne de bijoux à Los Angeles.

## Récompenses
- 1989 : AVN Award de la meilleure actrice dans un film (Best Actress - Film) pour « Portrait of an Affair »[2]
- 1992 : AVN Award de la meilleure actrice dans une vidéo (Best Actress - Video) pour « The Starlet »[3]
- 1993 : AVN Award du meilleur second rôle féminin dans un film (Best Supporting Actress - Film) pour « Secret Garden 1 and 2 »[4]
- AVN Hall of Fame
- 2000 : Hot d'or d'Honneur

## Filmographie sélective
- Cheeks (1988)
- Cherry Pepper 2 - All Anal and DP
- Learning The Ropes #1-#10 (1995)
- Ona Zee's Sex Academy #1-#5 (1995)
- Ona's Doll House #1-#6 (1996)
- SMX #1-#17 (2001)
- Strippers Inc. (1995)